# Pfarrkirche Vestenthal

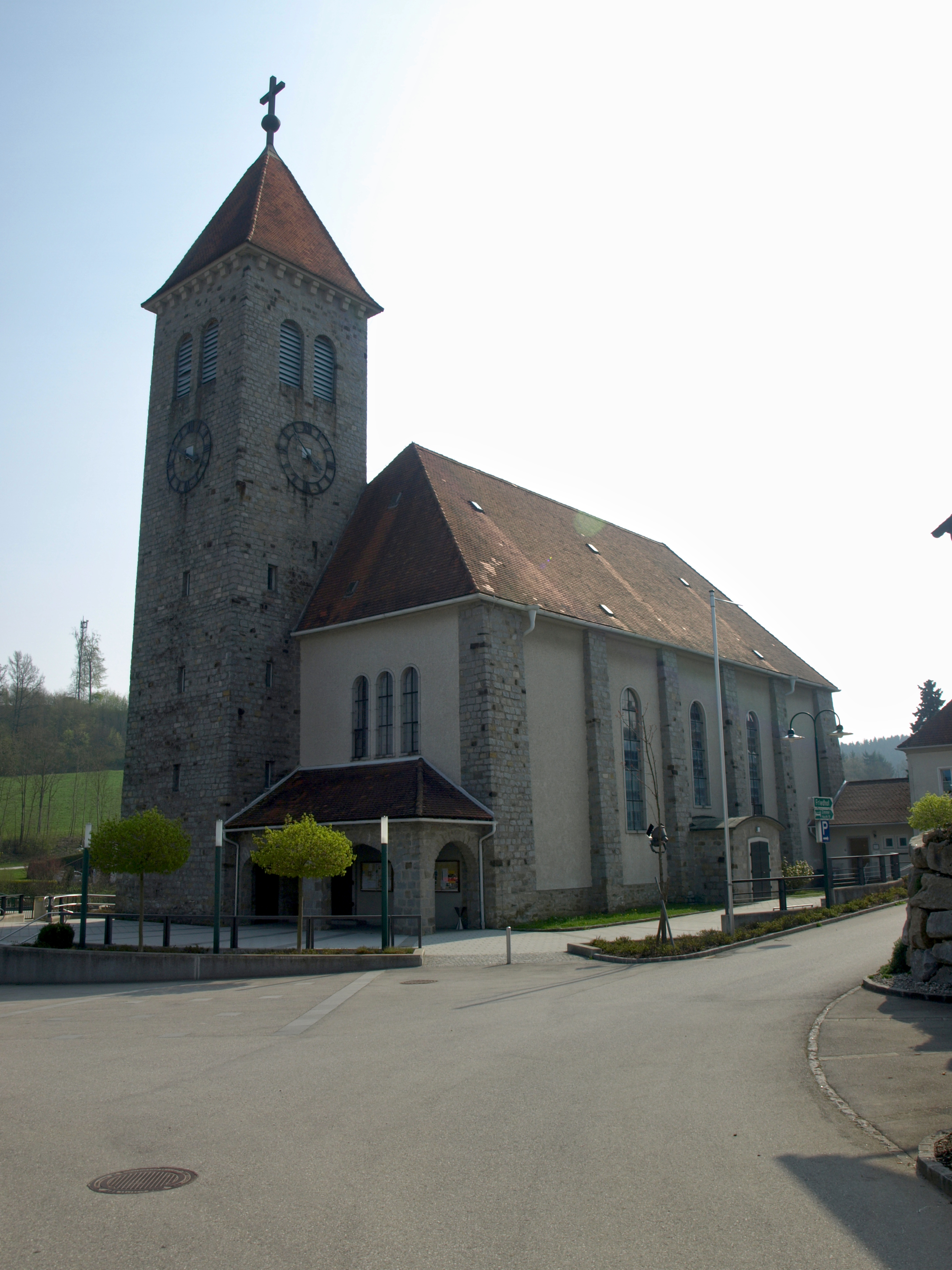
Katholische Pfarrkirche hl. Nikolaus von der Flüe in Vestenthal

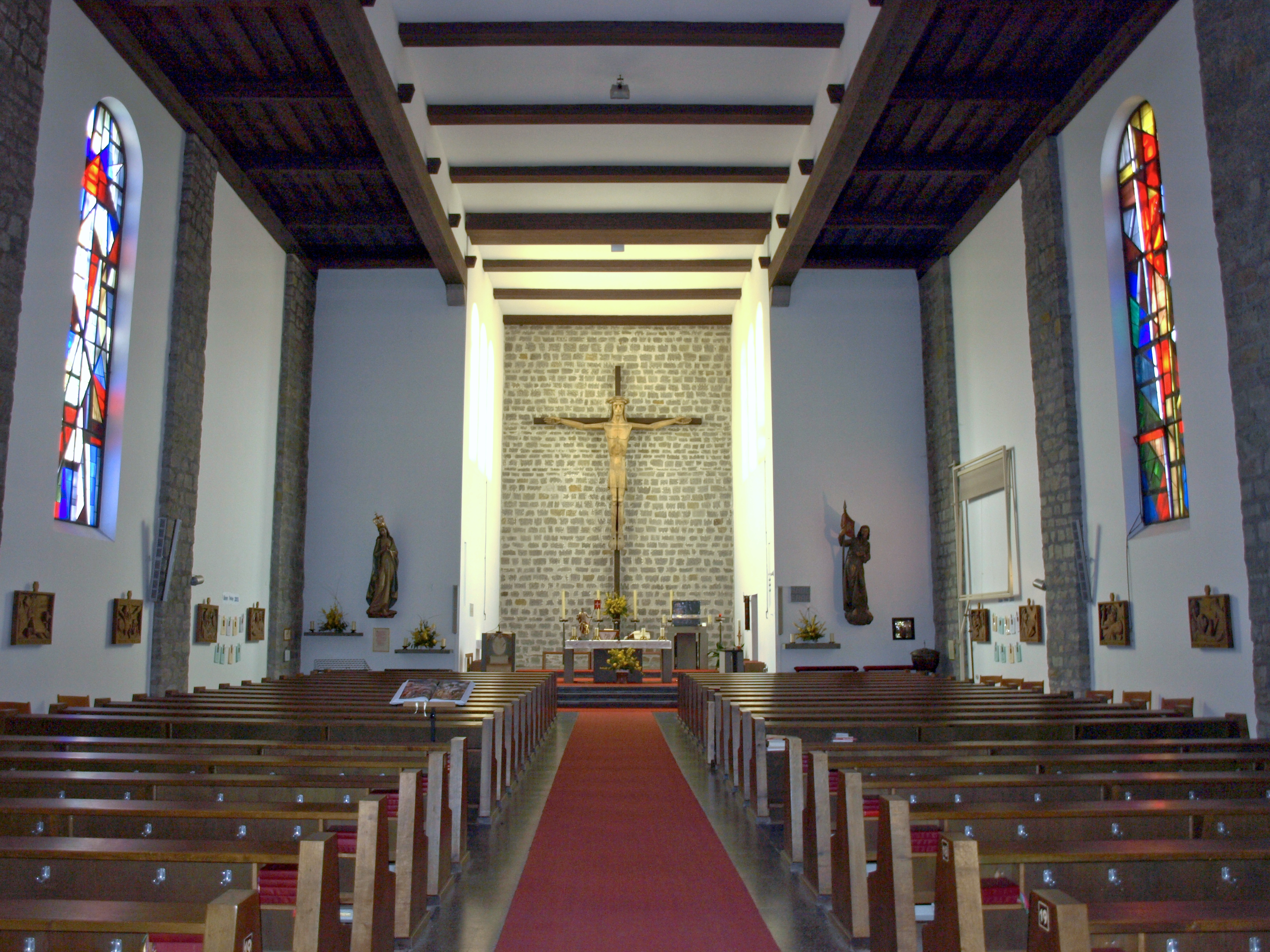
Innenansicht

Die Pfarrkirche Vestenthal steht im Nordosten des Ortes Vestenthal bei Steyr in der Gemeinde Haidershofen in Niederösterreich. Die römisch-katholische Pfarrkirche hl. Niklaus von Flüe gehört zum Dekanat Haag in der Diözese St. Pölten.

## Geschichte
Nachdem am 1. September 1953 ein Kirchenbauverein gegründet wurde, erfolgte die Grundsteinlegung zum Kirchenbau am 25. August 1957. Die feierliche Einweihung der Kirche fand im Jahr 1962 statt. Im Jahre 1967 erfolgte die Erhebung zur eigenständigen Pfarre.

## Architektur
Die 1957 bis 1962 von Architekt Paul Pfaffenbichler im Heimatschutzstil errichtete Pfarrkirche hl. Niklaus von der Flüe ist ein kubischer, durch Natursteinstreben und Rundbogenfenster gegliederter Langhausbau mit dominantem natursteinverkleideten Turm an der Westseite. Das erhöhte und stark eingezogene, fast quadratische Presbyterium wird durch drei seitliche Rundfenster belichtet.
Das Kircheninnere zeigt sich als lisenengegliederter Saal mit einer leicht gestaffelten Balkendecke, welche mittelschiffartig in den etwas erhöhten Chor durchläuft. Die Orgelempore auf zwei Natursteinpfeilern hat eine vertäfelte Brüstung. Die Glasmalereien im Langhaus, der Beicht- und Taufkapelle in abstrakten Formen schuf der Maler Robert Herfert (1962).

## Ausstattung
Altartisch, Tabernakel, Ambo und Kirchengestühl entstanden in der Bauzeit. Den überlebensgroßen Kruzifix an der Chorschlusswand schuf 1962 der Bildhauer Kunibert Zinner, welcher 1968 auch den Kreuzweg aus Holzreliefs schuf.
Es gibt Statuen des Bildhauers Josef Rifesser, links am Seitenaltar Maria von Fatima von 1968, eine Krone aus 1985, rechts Nikolaus von der Flüe aus 1970.
Die Orgel baute Orgelbau Reinisch-Pirchner (1974).